# イーサン・フィンレイ
イーサン・フィンレイ（Ethan Finlay 、1990年8月6日 - ）は、アメリカ合衆国・ミネソタ州ダルース出身のプロサッカー選手。元アメリカ合衆国代表。オースティンFC所属。ポジションはフォワード（WG）。

## 経歴

### 初期
2008年から2011年までクレイトン大学のサッカー部（クレイトン・ブルージェイズ）に所属。2011年のNCAA男子ディビジョンIサッカーチャンピオンシップではチームの中心選手としてベスト4入りに貢献した。また同年にはネブラスカ州のカレッジ・アスリート・オブ・ザ・イヤーに選ばれた。

### クラブ
2012年のMLSスーパードラフトで、1巡目（全体10人目）にコロンバス・クルーの指名を受けた。3月10日のコロラド・ラピッズ戦でプロデビュー。
2015年シーズンは10ゴール13アシストと躍進を遂げ、リーグの年間ベストイレブンにも選出された。
2017年8月9日、トータル42万5000ドルの金銭トレードでミネソタ・ユナイテッドFCに移籍。

### 代表
父親がカナダ人のためカナダ代表でプレーする権利も有していたが、アメリカ合衆国代表でのプレーを選んだ。
2016年1月31日、アイスランド代表との親善試合でアメリカ合衆国代表デビューを果たした。 3月29日に開催された2018 FIFAワールドカップ予選のグアテマラ代表戦ではゲームキャプテンを務めた。

## タイトル
個人
- MLSベストイレブン: 2015